# Diachlorus fairchildi
Diachlorus fairchildi är en tvåvingeart som beskrevs av Julio Augusto Henriques och José Albertino Rafael 1999. Diachlorus fairchildi ingår i släktet Diachlorus och familjen bromsar. Inga underarter finns listade i Catalogue of Life.